# هيراكليا مينوا
هيراكليا مينوا (Heraclea Minoa) في صقلية، كانت مدينة يونانية قديمة تقع على الساحل الجنوبي من الجزيرة عند مصب نهر هاليكوس (بلاتاني حالياً)، و25 كم غرب أغريجنتوم (أغريجنتو الحالية)، بالقرب من مونتاليغرو الحديثة. تشير المكتشفات الأثرية أن المدينة تم تأسيسها في منتصف القرن السادس قبل الميلاد، وهجرت في بداية القرن الميلادي الأول.